# Herb Francis
 Herbert Nicholas „Herb“ Francis (* 26. Mai 1940 in Miami; † 20. September 1988 in New York City) war ein US-amerikanischer Radsportler. Er war der erste afroamerikanische Radsportler, der für die USA bei Olympischen Spielen startete. 

## Sportliche Laufbahn
Als Herb Francis acht Jahre alt war, zog seine Familie nach New York, wo sie in Harlem lebte. Dort begann er später mit dem Radsport. Nye: „[...] Francis was big and muscular, but amazingly catlike and quick. Frances was considered one of the fastest one-sprint cyclists on the racing circuit.“
1960 wurde Herb Francis gemeinsam mit Jack Simes für die Olympischen Spiele in Rom nominiert. Er schied im Hoffnungslauf der ersten Runde im Sprint aus, Simes ebenso. Anschließend unterstützte er gemeinsam mit seinem Freund Perry Metzler den Radsportler Oliver Martin vor dessen Teilnahme an den Olympischen Spielen 1964.